# Клейтон (Джорджія)
Клейтон (англ. Clayton) — місто (англ. city) в США, в окрузі Рабун штату Джорджія. Населення — 2003 особи (2020).

## Географія
Клейтон розташований за координатами 34°52′40″ пн. ш. 83°24′6″ зх. д. / 34.87778° пн. ш. 83.40167° зх. д. (34.877880, -83.401528).  За даними Бюро перепису населення США в 2010 році місто мало площу 8,48 км², з яких 8,47 км² — суходіл та 0,01 км² — водойми.

## Демографія
Згідно з переписом 2010 року, у місті мешкало 2047 осіб у 836 домогосподарствах у складі 488 родин. Густота населення становила 241 особа/км².  Було 1152 помешкання (136/км²).
Расовий склад населення:
| - 85,1 % — білих - 1,5 % — чорних або афроамериканців - 0,7 % — азіатів - 0,5 % — корінних американців - 8,9 % — осіб інших рас |

До двох чи більше рас належало 3,2 %. Частка іспаномовних становила 20,8 % від усіх жителів.
За віковим діапазоном населення розподілялося таким чином: 22,6 % — особи молодші 18 років, 56,4 % — особи у віці 18—64 років, 21,0 % — особи у віці 65 років та старші. Медіана віку мешканця становила 39,5 року. На 100 осіб жіночої статі у місті припадало 94,8 чоловіків;  на 100 жінок у віці від 18 років та старших — 90,6 чоловіків також старших 18 років.
Середній дохід на одне домашнє господарство  становив 33 738 доларів США (медіана — 28 081), а середній дохід на одну сім'ю — 42 890 доларів (медіана — 36 875). Медіана доходів становила 26 532 долари для чоловіків та 26 458 доларів для жінок. За межею бідності перебувало 19,6 % осіб, у тому числі 24,8 % дітей у віці до 18 років та 12,1 % осіб у віці 65 років та старших.
Цивільне працевлаштоване населення становило 783 особи. Основні галузі зайнятості: роздрібна торгівля — 16,3 %, освіта, охорона здоров'я та соціальна допомога — 16,0 %, мистецтво, розваги та відпочинок — 15,8 %.